# Molophilus (Molophilus) mawiliri
Molophilus (Molophilus) mawiliri is een tweevleugelige uit de familie steltmuggen (Limoniidae). De soort komt voor in het Australaziatisch gebied.